# Amanda Jansson
Amanda Ragnhild Isabell Jansson, född 26 april 1990 i Österlövsta församling, är en svensk skådespelare.

## Biografi
Jansson är uppvuxen i Skärplinge i Uppland. Efter teaterinriktningen på Vasaskolan i Gävle fortsatte hon skådespelarutbildningen vid Fridhems folkhögskola i Svalöv och på Teaterhögskolan i Luleå, där hon tog examen 2016. Hon är bosatt i Gävle.
Sedan 2021 spelar hon en av huvudrollerna i SVT-dramat Tunna blå linjen. Hon har tidigare haft roller i Vår tid är nu och Beck – Utom rimligt tvivel. Jansson har även haft roller vid teatern. År 2024 spelade hon titelrollen i den finska dramafilmen Stormskärs Maja som bygger på en bokserien med samma namn. Rollen ledde till att Jansson tilldelades en Jussistatyett för bästa huvudroll.

## Filmografi i urval
- 2017 – Rebecka Martinsson (TV-serie)
- 2019 – Vår tid är nu (TV-serie)
- 2020 – Beck – Utom rimligt tvivel (TV-serie)
- 2021–2024 – Tunna blå linjen (TV-serie)
- 2022 – Nattryttarna (TV-serie)
- 2024 – Stormskärs Maja
- 2025 – Jag for ner till bror (TV-serie)

## Teater i urval
| År   | Produktion            | Regi             | Teater                | Ref.  |
| ---- | --------------------- | ---------------- | --------------------- | ----- |
| 2017 | Uppdrag Nelly Rapp    | Mia Nilsson      | Teater Martin Mutter  | [ 5 ] |
| 2019 | Människans hemlighet  | Elisabet Klason  | Playhouse Teater      | [ 6 ] |
| 2020 | Tårtljus              | Elisabet Klason  | Playhouse Teater      | [ 7 ] |
| 2024 | Jag for ner till bror | Julia Marko-Nord | Teater Västernorrland | [ 8 ] |